# Jaqueline Anastácio
Jaqueline Anastácio (* 9. November 1987 in Varginha) ist eine brasilianische Handballspielerin, die dem Kader der brasilianischen Nationalmannschaft angehört.

## Karriere
Jaqueline Anastácio spielte anfangs für die brasilianische Mannschaft Metodista/São Bernardo. Im Dezember 2010 nahm sie der ungarische Erstligist Siófok KC unter Vertrag. Im Sommer 2011 wechselte die Rückraumspielerin zum norwegischen Erstligisten Gjøvik HK. Anastácio erzielte in der Spielzeit 2011/12 insgesamt 92 Treffer für Gjøvik und wurde als bester Neuling der Postenligaen ausgezeichnet. Im Dezember 2012 schloss sie sich dem russischen Erstligisten GK Dynamo Wolgograd an. Mit Wolgograd gewann sie 2013 sowie 2014 die russische Meisterschaft. In der Saison 2014/15 lief sie für den dänischen Erstligisten Ringkøbing Håndbold auf. Ab dem 1. Juli 2015 stand sie beim deutschen Verein SG BBM Bietigheim unter Vertrag. Im Januar 2017 wechselte sie zum türkischen Erstligisten Kastamonu Artsam Koleji Spor Kulübü. Mit Kastamonu gewann sie 2017 und 2018 die türkische Meisterschaft. Im Jahre 2018 wechselte sie zum israelischen Verein Maccabi Srugo Rishon Lezion. Ein Jahr später schloss sich Anastácio dem rumänischen Erstligisten CS Măgura Cisnădie an. Zur Saison 2020/21 wechselte sie zum polnischen Erstligisten MKS Lublin. In der Saison 2022/23 stand sie beim türkischen Erstligisten Yalıkavak Spor Kulübü unter Vertrag. Anschließend schloss sie sich dem israelischen Verein Maccabi Arazim Ramat gan an.
Jaqueline Anastácio nahm mit der brasilianischen Auswahl an der Weltmeisterschaft 2009 in China teil. Im Turnierverlauf erzielte sie acht Treffer. Mit Brasilien gewann sie die Panamerikameisterschaft 2015 und wurde zusätzlich in das All-Star-Team des Turniers gewählt. Bei den 17. Panamerikanischen Spielen in Toronto gewann sie die Goldmedaille.